# Lijst van lokale omroepen in Nederland
Lijst van lokale omroepen in Nederland

## Drenthe
| Gemeente      | Media-instelling                                     | Radio             | Televisie         | Opmerking |
| ------------- | ---------------------------------------------------- | ----------------- | ----------------- | --------- |
| Aa en Hunze   | Stichting Radio Annen, Aa en Hunze                   | Radio Aa en Hunze | Radio Aa en Hunze | –         |
| Assen         | Stichting Assen FM                                   | Omroep Assen      | Omroep Assen      | –         |
| Borger-Odoorn | Stichting Streekomroep Radio Televisie Veenkoloniën  | RTV1              | RTV1              | –         |
| Coevorden     | Stichting ZO!34                                      | ZO!34             | ZO!34             | –         |
| Emmen         | Stichting ZO!34                                      | ZO!34             | ZO!34             | –         |
| Hoogeveen     | Stichting Lokale Publieke Media-Instelling Hoogeveen | Radio Hoogeveen   | –                 | –         |
| Meppel        | Stichting Lokale Omroep Meppel                       | RTV Meppel        | RTV Meppel        | –         |
| Noordenveld   | Stichting RTV Zulthe                                 | RTV Zulthe        | RTV Zulthe        | –         |
| Tynaarlo      | Stichting Lokale Omroep Eelde-Vries-Zuidlaren        | RTV Tynaarlo      | RTV Tynaarlo      | –         |
| De Wolden     | Stichting DNO Media                                  | DNO 1             | DNO StreekTV      | –         |

#### Opgeheven
| (Voormalige) gemeente | Media-instelling                      | Radio             | Televisie           | Opmerking                       |
| --------------------- | ------------------------------------- | ----------------- | ------------------- | ------------------------------- |
| Borger-Odoorn         | Stichting Lokale Omroep Borger-Odoorn | RTV Borger-Odoorn | –                   | 2022 (mislukte fusie met ZO!34) |
| Coevorden             | Stichting Lokale Omroep Coevorden     | Radio Loco        | NieuwsNet Coevorden | 2017 fusie tot ZO!34            |
| Emmen                 | Stichting Voor Lokale Omroep Emmen    | RTV Emmen         | RTV Emmen           | 2017 fusie tot ZO!34            |

#### Geen omroep
| Gemeente       |
| -------------- |
| Midden-Drenthe |
| Westerveld     |

## Flevoland
| Gemeente        | Media-instelling                        | Radio                 | Televisie             | Opmerking                                              |
| --------------- | --------------------------------------- | --------------------- | --------------------- | ------------------------------------------------------ |
| Almere          | Stichting Productie Fabriek Almere      | Easy FM               | 1Almere               | –                                                      |
| Dronten         | Flevolandse Media Stichting (FMS)       | Lokale Omroep Dronten | Lokale Omroep Dronten | Vanaf 2025                                             |
| Lelystad        | Stichting Radio Lelystad                | Radio Lelystad        | Radio Lelystad TV     | –                                                      |
| Noordoostpolder | Stichting Lokale Omroep Noordoostpolder | RTV Noordoostpolder   | RTV Noordoostpolder   | Vanaf maart 2024. Tot 6 augustus 2023 Radio527/Kijk527 |
| Urk             | Vereniging Urk FM                       | Urk FM                | –                     | –                                                      |
| Zeewolde        | Lokale Omroep Zeewolde                  | LOZ FM                | LOZ TV                | –                                                      |

#### Opgeheven
| (Voormalige) gemeente | Media-instelling                | Radio                  | Televisie | Opmerking |
| --------------------- | ------------------------------- | ---------------------- | --------- | --------- |
| Almere                | Stichting RTV Almere            | RTV Almere             | –         | 2015      |
| Almere                | MEDIA036                        | Radio036               | TV036     | 2017      |
| Dronten               | Verenigde Lokale Omroep Dronten | VLOD                   | –         | 1998      |
| Dronten               | Stichting Lokale Omroep Dronten | RTV8                   | –         | 2015      |
| Zeewolde              | Stichting RTV Zeewolde          | Stichting RTV Zeewolde | –         | 2016      |

## Friesland
| Gemeente          | Media-instelling                                     | Radio             | Televisie            | Opmerking              |
| ----------------- | ---------------------------------------------------- | ----------------- | -------------------- | ---------------------- |
| Achtkarspelen     | Stichting Streekomroep Noordoost Friesland           | RTV NOF           | RTV NOF              | –                      |
| Dantumadeel       | Stichting Streekomroep Noordoost Friesland           | RTV NOF           | RTV NOF              | –                      |
| De Friese Meren   | Stichting Radio Spannenburg                          | Radio Spannenburg | –                    | –                      |
| Harlingen         | Stichting Radio Stad Harlingen                       | Omroep Zilt       | –                    | –                      |
| Leeuwarden        | Stichting Omroeporgansiatie Leeuwarden en Omstreken  | Omroep Leeuwarden | Omroep Leeuwarden TV | -                      |
| Noardeast-Fryslân | Stichting Streekomroep Noordoost Friesland           | RTV NOF           | RTV NOF              | –                      |
| Ooststellingwerf  | Stichting Omroep Organisatie Ooststellingwerf, Odrie | Odrie             | –                    | –                      |
| Smallingerland    | Stichting Smelne FM                                  | Smelne FM         | –                    | –                      |
| Súdwest-Fryslân   | Stichting Lokale Media-instelling Sudwest Fryslân    | Omroep Súdwest    | Omroep Súdwest       | –                      |
| Tietjerksteradeel | Stichting Streekomroep Noordoost Friesland           | RTV NOF           | RTV NOF              | Tot 2020 RTV Kanaal 30 |
| Waadhoeke         | Stichting Omroep Zilt                                | Omroep Zilt       | –                    | –                      |
| Weststellingwerf  | Stichting Radio Weststellingwerf Centraal            | Radio Centraal    | Radio Centraal       | –                      |

#### Opgeheven
| (Voormalige) gemeente          | Media-instelling                           | Radio             | Televisie     | Opmerking                                 |
| ------------------------------ | ------------------------------------------ | ----------------- | ------------- | ----------------------------------------- |
| Bolsward en Wonseradeel        | Lokale Omroep Bolsward & Wûnseradiel       | A7 FM             | –             | 2011                                      |
| Dongeradeel                    | Stichting Streekomroep Noordoost Friesland | RTV NOF           | RTV NOF       | –                                         |
| Ferwerderadeel                 | Stichting Radio Middelsé                   | Radio Middelsé    | –             | –                                         |
| Gaasterland-Sloten             | Lokale Omroep Gaasterlân Sleat             | Radio Gasterlân   | –             | 2014                                      |
| Kollumerland en Nieuwkruisland | Stichting Streekomroep Noordoost Friesland | RTV NOF           | RTV NOF       | –                                         |
| Lemsterland                    | Omroep Lemsterland                         | Radio Lemsterland | –             | 2014                                      |
| Nijefurd                       | RTN Nijefurd                               | RTN Nijefurd      | –             | 2011                                      |
| Sneek en Wymbritseradeel       | Radio Markant                              | Radio Markant     | –             | 2011                                      |
| Heerenveen en Opsterland       | Stichting Omroep Midden Friesland          | SOMF              | –             | 2017                                      |
| Tietsjerksteradeel             | Stichting Lokale Omroep Tytsjerksteradiel  | RTV Kanaal 30     | RTV Kanaal 30 | Op 1 september 2020 gefuseerd met RTV NOF |

#### Geen omroep
| Gemeente        |
| --------------- |
| Ameland         |
| Heerenveen      |
| Opsterland      |
| Schiermonnikoog |
| Terschelling    |
| Vlieland        |

## Gelderland
| Gemeente          | Media-instelling                                                          | Radio              | Televisie             | Opmerking                                                                    |
| ----------------- | ------------------------------------------------------------------------- | ------------------ | --------------------- | ---------------------------------------------------------------------------- |
| Aalten            | Stichting Lokale Omroep Aalten Dinxperlo                                  | Aladna FM          | 1Achterhoek           | –                                                                            |
| Apeldoorn         | Valouwe Media Stichting                                                   | Samen1Radio        | Samen1TV              | –                                                                            |
| Arnhem            | Stichting Streekomroep Midden Gelderland                                  | RTV Connect        | RTV Connect           | –                                                                            |
| Barneveld         | Barneveldse Omroep Stichting Aktief                                       | A1 Radio           | A1 Regio TV           | –                                                                            |
| Berg en Dal       | Stichting Lokale Omroep Berg en Dal                                       | Omroep Berg en Dal | Omroep Berg en Dal TV | –                                                                            |
| Berkelland        | Stichting Regionaal Media Centrum Oost Nederland                          | Gelre FM, Leuk FM  | 1Achterhoek           | –                                                                            |
| Beuningen         | Stichting Lokale Media Beuningen & Druten                                 | Radio RN7          | RN7                   | Tot 2018 RTV Totaal                                                          |
| Bronckhorst       | Stichting Lokale Media Ideaal                                             | Radio Ideaal       | IdeaalTV              | –                                                                            |
| Brummen           | Stichting Radio & Televisie Veluwezoom                                    | Veluwezoom FM      | RTV Veluwezoom        | –                                                                            |
| Buren             | Stichting Publieke Omroep Buren, Culemborg, Vijfheerenlanden, West-Betuwe | SRC FM             | SRC TV                | –                                                                            |
| Culemborg         | Stichting Publieke Omroep Buren, Culemborg, Vijfheerenlanden, West-Betuwe | SRC FM             | SRC TV                | –                                                                            |
| Doesburg          | Liemerse Omroep Stichting                                                 | Favoriet FM        | RTV Favoriet          | –                                                                            |
| Doetinchem        | Stichting Regionaal Mediacentrum REGIO8                                   | Optimaal FM        | REGIO8                | Stadsomroep Doetinchem tot 2005, overgegaan naar Gelre FM in 2008 (tot 2011) |
| Druten            | Stichting Lokale Media Beuningen & Druten                                 | Radio RN7          | RN7                   | Tot 2018 RTV Totaal                                                          |
| Duiven            | Liemerse Omroep Stichting                                                 | RTV Connect        | RTV Connect           | –                                                                            |
| Ede               | Stichting Omroep Ede                                                      | EDE FM             | XON                   | EDE FM gaat per 1 september 2025 samen met 1 Vallei                          |
| Elburg            | Stichting Lokale Omroep in de Gemeente Elburg                             | LOE FM             | LOE TV                | –                                                                            |
| Epe               | Stichting Lokale Omroep Heerde                                            | Radio 794          | RTV794                | –                                                                            |
| Ermelo            | Stichting Lokale Media-Instelling Putten/Ermelo "Veluwe FM"               | Veluwe FM          | –                     | –                                                                            |
| Harderwijk        | Stichting Harderwijk FM                                                   | Veluwe FM          | –                     | Tot 2018 Harderwijk FM                                                       |
| Hattem            | Stichting Omroep Hattem                                                   | Radio Hattem       | TV Hattem             | –                                                                            |
| Heerde            | Stichting Lokale Omroep Heerde                                            | Radio 794          | RTV794                | –                                                                            |
| Heumen            | Stichting Lokale Media Heumen en Mook en Middelaar                        | GL8                | GL8                   | –                                                                            |
| Lingewaard        | Stichting Omroep Lingewaard                                               | Radio Lingewaard   | Omroep Lingewaard     | Oldies FM, Totaal FM Lingewaard                                              |
| Lochem            | Stichting Achterhoek FM                                                   | Radio Ideaal       | IdeaalTV              | –                                                                            |
| Maasdriel         | Stichting BWG TV                                                          | –                  | BWG TV                | –                                                                            |
| Montferland       | Stichting Regionaal Mediacentrum REGIO8                                   | Optimaal FM        | REGIO8                | –                                                                            |
| Nijkerk           | Stichting Omroep N                                                        | A1 Radio           | A1 Regio TV           | –                                                                            |
| Nijmegen          | Stichting Waalstad Media                                                  | RN7                | RN7                   | Tot 2017 Nijmegen1                                                           |
| Nunspeet          | Stichting Lokale Radio Nunspeet                                           | Radio Nunspeet     | TV Nunspeet           | –                                                                            |
| Oldebroek         | Stichting Lokale Omroep Oldebroek (LOCO)                                  | LocoFM             | LocoTV                | –                                                                            |
| Oost Gelre        | Stichting Regionaal Media Centrum Oost Nederland                          | Gelre FM, Leuk FM  | 1Achterhoek           | –                                                                            |
| Oude IJsselstreek | Stichting Regionaal Mediacentrum REGIO8                                   | Optimaal FM        | REGIO8                | –                                                                            |
| Overbetuwe        | Stichting Lokale Media Overbetuwe                                         | RN7                | RN7                   | –                                                                            |
| Putten            | Stichting Lokale Media-Instelling Putten/Ermelo "Veluwe FM"               | Veluwe FM          | –                     | –                                                                            |
| Renkum            | Stichting Streekomroep Midden Gelderland                                  | RTV Connect        | RTV Connect           | –                                                                            |
| Rheden            | Stichting RTV Rheden Rozendaal                                            | Studio Rheden      | Studio Rheden         | (eerder M-FM, TV Rijn-IJssel)                                                |
| Rozendaal         | Stichting RTV Rheden Rozendaal                                            | Studio Rheden      | Studio Rheden         | (eerder M-FM, TV Rijn-IJssel)                                                |
| Scherpenzeel      | Stichting Omroep 1 Vallei                                                 | 1 Vallei           | XON                   | –                                                                            |
| Tiel              | SPO Tiel                                                                  | SRC FM             | SRC TV                | –                                                                            |
| Voorst            | Stichting Lokale Omroep Voorst                                            | VoorstVeluwezoom   | VoorstVeluwezoom      | (eerder LOV en RTV Voorst)                                                   |
| Wageningen        | Stichting Radio en Televisieomroep Wageningen                             | Rijnstreek FM      | RTV Rijnstreek        | –                                                                            |
| West Betuwe       | Stichting Publieke Omroep Buren, Culemborg, Vijfheerenlanden, West-Betuwe | SRC FM             | SRC TV                | –                                                                            |
| West Maas en Waal | Stichting Streekomroep Maas en Waal                                       | RN7                | RN7                   | –                                                                            |
| Westervoort       | Liemerse Omroep Stichting                                                 | RTV Connect        | RTV Connect           | –                                                                            |
| Wijchen           | Wijchense Omroep                                                          | RN7                | RN7                   | Tot april 2019 Wijchense Omroep                                              |
| Winterswijk       | Stichting Lokale Omroep Winterswijk                                       | RTV Slingeland     | RTV Slingeland        | –                                                                            |
| Zaltbommel        | Stichting BWG TV                                                          | –                  | BWG TV                | –                                                                            |
| Zevenaar          | Liemerse Omroep Stichting                                                 | RTV Connect        | RTV Connect           | –                                                                            |
| Zutphen           | Stichting Lokale Omroep De Berkelstroom                                   | B-FM               | –                     | –                                                                            |

#### Opgeheven
| (Voormalige) gemeente | Media-instelling                             | Radio                       | Televisie      | Opmerking                                                                      |
| --------------------- | -------------------------------------------- | --------------------------- | -------------- | ------------------------------------------------------------------------------ |
| Apeldoorn             | Stichting RTV Apeldoorn                      |                             |                | 2021 verder als commerciële omroep                                             |
| Ammerzoden            | Stichting Lokale Omroep Ammerzoden           | –                           |                | Machistraal FM (1994), Hawaii Hit FM (1999)                                    |
| Arnhem                | Stichting Streekomroep Midden Gelderland     | RTV Arnhem                  | RTV Arnhem     | November 2021 samen met Favoriet FM samengaan in RTV Connect                   |
| Barneveld             | Barneveldse Omroep Stichting Aktief          | Radio Barneveld             | –              | 2019                                                                           |
| Brummen               | Stichting Radio & Televisie Veluwezoom       | Veluwezoom FM               | RTV Veluwezoom | Sinds 1 februari 2021 samen met RTV Voorst VoorstVeluwezoom.                   |
| Buren                 | Stichting Regio Omroep Betuwe                | RTV Betuwe                  | RTV Betuwe     | –                                                                              |
| Doesburg              | Liemerse Omroep Stichting                    | Favoriet FM                 | RTV Favoriet   | November 2021 samen met RTV Arnhem samengaan in RTV Connect                    |
| Duiven                | Liemerse Omroep Stichting                    | Favoriet FM                 | RTV Favoriet   | November 2021 samen met RTV Arnhem samengaan in RTV Connect                    |
| Geldermalsen          | Stichting Regio Omroep Betuwe                | RTV Betuwe                  | RTV Betuwe     | –                                                                              |
| Groesbeek             | Stichting Lokale Omroep Groesbeek            | Omroep Groesbeek            | –              | Verder als Omroep Berg en Dal (gemeentelijke herindeling Berg en Dal)          |
| Hedel                 | Stichting Lokale Omroep Hedel                | –                           | –              | –                                                                              |
| Heumen                | Stichting Lokale Omroep Heumen (SLOH)        | Unique FM                   | –              | –                                                                              |
| Lingewaal             | Stichting Radio Televisie Lingewaal          | Lingewaal FM, Zederik FM    | LekWaal TV     | -                                                                              |
| Lochem                | Stichting Achterhoek FM                      | Achterhoek FM               | –              | Verder als commerciële omroep                                                  |
| Maasdriel             | Lokale Omroep Maasdriel-Kerkdriel (LOM)      | –                           | –              | 1999                                                                           |
| Maasdriel             | Stichting Radio en Televisie Maasdriel (RTM) | RTM                         | RTM            | Per 1 januari 2015                                                             |
| Maasdriel             | Aalburgse Omroep Stichting (AOS)             | OKÉ FM                      | OKÉ TV         | Per 1 februari 2023                                                            |
| Millingen aan de Rijn | Omroep Stichting Milbergen                   | WFM                         | –              | Verder als Omroep Berg en Dal (gemeentelijke herindeling Berg en Dal)          |
| Neerijnen             | Stichting Regio Omroep Betuwe                | RTV Betuwe                  | RTV Betuwe     | –                                                                              |
| Nijkerk               | Stichting Omroep N                           | Nfm                         | Ntv            | 2019                                                                           |
| Renkum                | Stichting Streekomroep Midden Gelderland     | RTV Arnhem                  | RTV Arnhem     | November 2021 samen met Favoriet FM samengaan in RTV Connect                   |
| Tiel                  | Stichting Stadsomroep Tiel                   | –                           | RegioTV Tiel   | 2024 vergunning ingetrokken door Commissariaat voor de Media                   |
| Ubbergen              | Omroep Stichting Milbergen                   | WFM                         | –              | –                                                                              |
| Voorst                | Stichting Lokale Omroep Voorst               | Radio Voorst                | TV Voorst      | (eerder LOV) Sinds 1 februari 2021 samen met RTV Veluwezoom VoorstVeluwezoom.  |
| Westervoort           | Liemerse Omroep Stichting                    | Favoriet FM                 | RTV Favoriet   | November 2021 samen met RTV Arnhem samengaan in RTV Connect.                   |
| West Maas en Waal     | Stichting Streekomroep Maas en Waal          | Extra FM                    | Extra TV       | de Wijchense Omroep, N1, Lokale Omroep Mill en RTV Totaal samengegaan als RN7. |
| Zaltbommel            | Omroepvereniging Transmedia                  | Omroepvereniging Transmedia | –              | 2001                                                                           |
| Zaltbommel            | Omroepstichting De Waarden                   | Omroepstichting De Waarden  | –              | Per 1 januari 2014                                                             |
| Zaltbommel            | Aalburgse Omroep Stichting (AOS)             | OKÉ FM                      | OKÉ TV         | Per 1 februari 2023                                                            |
| Zevenaar              | Liemerse Omroep Stichting                    | Favoriet FM                 | RTV Favoriet   | November 2021 samen met RTV Arnhem samengaan in RTV Connect.                   |

#### Geen omroep
| Gemeente     |
| ------------ |
| Neder-Betuwe |

## Groningen
| Gemeente         | Media-instelling                                    | Radio             | Televisie       | Opmerking |
| ---------------- | --------------------------------------------------- | ----------------- | --------------- | --------- |
| Eemsdelta        | Stichting Radio Televisie Delfzicht Lokaal          | Omroep Eemsdelta  | –               | –         |
| Groningen        | Stichting Omroeporganisatie Groningen               | OOG Radio         | OOG TV          | –         |
| Het Hogeland     | Stichting Lokale Zender Het Hogeland                | –                 | –               | –         |
| Midden-Groningen | Stichting Mediagroep Midden Groningen               | Regio FM          | –               | –         |
| Oldambt          | Stichting Lokale Omroep Gemeente Oldambt            | RTV GO!           | RTV GO!         | –         |
| Pekela           | Stichting Lokale Omroep Westerwolde                 | Radio Westerwolde | RTV Westerwolde | –         |
| Stadskanaal      | Stichting Streekomroep Radio Televisie Veenkoloniën | RTV1              | RTV1            | –         |
| Veendam          | Stichting Streekomroep Radio Televisie Veenkoloniën | RTV1              | RTV1            | –         |
| Westerkwartier   | Stichting RTV Zulthe                                | RTV Zulthe        | RTV Zulthe      | –         |
| Westerwolde      | Stichting Lokale Omroep Westerwolde                 | Radio Westerwolde | RTV Westerwolde | –         |

#### Opgeheven
| (Voormalige) gemeente | Media-instelling                               | Radio                | Televisie | Opmerking |
| --------------------- | ---------------------------------------------- | -------------------- | --------- | --------- |
| Bedum                 | Stichting Agglomeratie Omroep Midden Groningen | Regio FM             | –         | –         |
| Grootegast            | Stichting Omroep Westerkwartier                | Radio Westerkwartier | –         | –         |
| Haren                 | Stichting Lokale Omroep Haren                  | Haren FM             | –         | Opgeheven |
| Hoogezand-Sappemeer   | Radio Compagnie                                | Radio Compagnie      |           | –         |
| Leek                  | Stichting Omroep Westerkwartier                | Radio Westerkwartier | –         | –         |
| Marum                 | Stichting Omroep Westerkwartier                | Radio Westerkwartier | –         | –         |
| Menterwolde           | Omroep Menterwolde                             | Omroep Menterwolde   |           | 1-1-2018  |
| Midden-Groningen      | Stichting Mediagroep Midden Groningen          | Radio Compagnie      | –         | 2019      |
| Ten Boer              | Stichting Agglomeratie Omroep Midden Groningen | Regio FM             | –         | –         |
| Zuidhorn              | Stichting Omroep Westerkwartier                | Radio Westerkwartier | –         | –         |

#### Geen omroep
| Gemeente |
| -------- |
|          |

## Limburg
| Gemeente               | Media-instelling                                               | Radio                    | Televisie                | Opmerking                                   |
| ---------------------- | -------------------------------------------------------------- | ------------------------ | ------------------------ | ------------------------------------------- |
| Beek                   | Stichting Omroep Westelijke Mijnstreek                         | Bie Os                   | Bie Os                   | –                                           |
| Beekdaelen             | Stichting ZO-NWS                                               | ZO-NWS-radio             | ZO-NWS-TV                | –                                           |
| Beesel                 | Stichting Omroep P & M                                         | Omroep P&M               | P&M                      | –                                           |
| Bergen                 | Bergense en Arcen en Veldense Lokale Omroep Stichting (BAVLOS) | Maasland Radio           | TVLtv                    | (samenwerking Maasland Radio en GennepNews) |
| Brunssum               | Stichting ZO-NWS                                               | ZO-NWS-radio             | ZO-NWS-TV                | –                                           |
| Echt-Susteren          | Stichting Streekomroep Limburg 2                               | Sol2                     | Sol2                     | –                                           |
| Eijsden-Margraten      | Stichting Omroep 3Heuvelland                                   | 3Heuvelland              | Heuvelland Vandaag       | –                                           |
| Gennep                 | Stichting Multimediale Omroep Gennep (SMOG)                    | Maasland Radio           | TVLtv                    | (samenwerking Maasland Radio en GennepNews) |
| Gulpen-Wittem          | Stichting Omroep 3Heuvelland                                   | 3Heuvelland              | Heuvelland Vandaag       | –                                           |
| Heerlen                | Stichting Plus                                                 | RTV Parkstad Radio       | RTV Parkstad             | –                                           |
| Horst aan de Maas      | Stichting Streekomroep Reindonk                                | Omroep Horst aan de Maas | Omroep Horst aan de Maas | –                                           |
| Kerkrade               | Stichting Plus                                                 | RTV Parkstad Radio       | RTV Parkstad             | –                                           |
| Landgraaf              | Stichting Omroep Landgraaf                                     | TipFM                    | Omroep Landgraaf         | –                                           |
| Leudal                 | Stichting Omroep Leudal-Maasgouw                               | ML5 Radio                | ML5 TV                   | –                                           |
| Maasgouw               | Stichting Omroep Leudal-Maasgouw                               | ML5 Radio                | ML5 TV                   | –                                           |
| Maastricht             | Stichting Kabelomroep Zuid-Limburg                             | RTV Maastricht           | RTV Maastricht           | –                                           |
| Meerssen               | Stichting Meer Vandaag                                         | Meer FM                  | Heuvelland Vandaag       | –                                           |
| Mook en Middelaar      | Stichting Lokale Media Heumen en Mook en Middelaar             | GL8                      | GL8                      | –                                           |
| Nederweert             | Stichting Streekomroep Weert                                   | WeertFM                  | WeertFM TV               | –                                           |
| Peel en Maas           | Stichting Omroep P & M                                         | Omroep P&M               | P&M                      | –                                           |
| Roerdalen              | Stichting Lokale Omroep Roerstreek                             | –                        | OR6                      | –                                           |
| Roermond               | Stichting RTV Roermond                                         | ML5 Radio                | ML5 TV                   | –                                           |
| Simpelveld             | Stichting Plus                                                 | RTV Parkstad Radio       | RTV Parkstad             | –                                           |
| Sittard-Geleen         | Stichting Omroep Westelijke Mijnstreek                         | Bie Os                   | Bie Os                   | –                                           |
| Stein                  | Stichting Omroep Westelijke Mijnstreek                         | Bie Os                   | Bie Os                   | –                                           |
| Vaals                  | Stichting Omroep 3Heuvelland                                   | 3Heuvelland              | Heuvelland Vandaag       | –                                           |
| Valkenburg aan de Geul | Stichting Lokale Omroep Valkenburg                             | Falcon Radio             | Heuvelland Vandaag       | –                                           |
| Venlo                  | Stichting Omroep Venlo                                         | Omroep Venlo             | Omroep Venlo             | –                                           |
| Venray                 | Stichting Lokale Omroep Venray                                 | Omroep Venray            | Omroep Venray            | –                                           |
| Voerendaal             | Stichting ZO-NWS                                               | ZO-NWS-radio             | ZO-NWS-TV                | –                                           |
| Weert                  | Stichting Streekomroep Weert                                   | WeertFM                  | WeertFM TV               | –                                           |

#### Opgeheven
| (Voormalige) gemeente | Media-instelling                                 | Radio                    | Televisie             | Opmerking |
| --------------------- | ------------------------------------------------ | ------------------------ | --------------------- | --------- |
| Beek                  | Stichting Streekomroep Start                     | Start Radio              | Start TV              | 2019      |
| Echt-Susteren         | Stichting L.O.E.S. (Lokale Omroep Echt-Susteren) | LOES FM                  | LOES-TV               | 2018      |
| Eijsden-Margraten     | Stichting Lokale Omroep Maas en Mergelland       | Maas en Mergelland radio | TV Maas en Mergelland | 2019      |
| Gulpen-Wittem         | Stichting Lokale Omroep Krijtland                | –                        | Omroep Krijtland      | 2019      |
| Horst aan de Maas     | Stichting Streekomroep Reindonk                  | Radio Reindonk           | Omroep Reindonk       | 2019      |
| Mook en Middelaar     |                                                  | nima                     |                       | 2017      |
| Nuth                  | Stichting Lokale Omroep Groot Nuth               | ZO-NWS-radio             | ZO-NWS-TV             | –         |
| Onderbanken           | Stichting Lokale Omroep gemeente Onderbanken     | Loo-radio                | Loo-tv                | –         |
| Schinnen              | Stichting Lokale Omroep gemeente Onderbanken     | ZO-NWS-radio             | ZO-NWS-TV             | –         |
| Sittard-Geleen        | Stichting Streekomroep Start                     | Start Radio              | Start TV              | 2019      |
| Stein                 | Stichting Lokale Omroep Stein                    | Lokale Omroep Stein      | Lokale Omroep Stein   | 2019      |
| Vaals                 | Stichting Lokale Omroep Krijtland                | –                        | Omroep Krijtland      | 2019      |

#### Geen omroep
| Gemeente |
| -------- |
|          |

## Noord-Brabant
| Gemeente                      | Media-instelling                                       | Radio                        | Televisie             | Opmerking                                                                                               |
| ----------------------------- | ------------------------------------------------------ | ---------------------------- | --------------------- | --- |
| Alphen-Chaam                  | Alphen-Chaam Lokale Omroep Stichting                   | Cool220                      | –                     | Hiervoor Optimaal FM                                                                                    |
| Altena                        | Stichting RTV Altena                                   | Radio A-FM                   | Altena TV             | – |
| Asten                         | Stichting Omroep Asten Someren (SIRIS)                 | SIRIS-radio                  | SIRIS-tv              | – |
| Baarle-Nassau                 | Stichting Lokale Omroep Baarle                         | Lokale Omroep Baarle         | –                     | – |
| Bergeijk                      | Stichting Streekomroep de Kempen                       | Kempen FM/Roslo Radio        | KempenTV              | – |
| Bergen op Zoom                | Omroepstichting ZuidWest                               | ZuidWest FM                  | ZuidWest TV 1         | ABG-TV / BRTO / SOOR                                                                                    |
| Bernheze                      | Stichting Omroep Maasland                              | MFM                          | DTV                   | Tot en met 2014: Bernhezer Omroep Stichting (BOS Media, Wan FM, Wan TV)                                 |
| Best                          | Stichting Lokale Omroep Best                           | Omroep Best                  | Omroep Best           | – |
| Bladel                        | Stichting Streekomroep de Kempen                       | Kempen FM                    | KempenTV              | – |
| Boekel                        | Stichting Boekelse Lokale Omroep Kring                 | –                            | BLOK TV               | – |
| Boxtel                        | Stichting Omroep Dommelland                            | Omroep Dommelland            | Omroep Dommelland     | – |
| Breda                         | Stichting BredaNu                                      | BredaNu Radio                | BredaNu               | – |
| Cranendonck                   | Stichting Publieke Lokale Samenwerkende Radio (PULSAR) | Radio Horizon                | Horizon TV            | – |
| Deurne                        | Stichting Lokale Media Groep Deurne                    | DMG                          | DMG TV                | Deurne FM (2003)                                                                                        |
| Dongen                        | Maasstad Omroepstichting Waalwijk                      | Langstraat FM, Langstraat NL | Langstraat TV         | – |
| Drimmelen                     | Stichting Lokale Omroep Drimmelen (SLOD)               | Omroep Drimmelen             | Omroep Drimmelen      | – |
| Eersel                        | Stichting Lokale Omroep de Kempen                      | Kempen FM                    | KempenTV              | – |
| Eindhoven                     | Stichting Omroep Eindhoven en omgeving                 | Studio040, Glow FM           | Studio040             | E-FM, E-TV                                                                                              |
| Etten-Leur                    | Stichting Streekomroep voor West Brabant               | ZuidWest FM                  | ZuidWest TV 2         | Voorheen Ons West Brabant                                                                               |
| Geertruidenberg               | Stichting Lokale Omroep Geertruidenberg                | Slog FM                      | Slog TV               | – |
| Geldrop-Mierlo                | Stichting Omroep Eindhoven en omgeving                 | Studio040                    | Studio040             | Plus FM                                                                                                 |
| Gemert-Bakel                  | Stichting Lokale Omroep Gemert-Bakel                   | Omroep PeelRand              | Omroep Centraal TV    | – |
| Gilze en Rijen                | Stichting Radio Televisie Gilze en Rijen               | –                            | HalloGilzeRijen TV    | 2FM, Kabel Katern 9                                                                                     |
| Goirle                        | Stichting Lokale Omroep Goirle                         | LOG Radio                    | LOG TV                | Leydal+ (1999)                                                                                          |
| Halderberge                   | Stichting Streekomroep voor West Brabant               | ZuidWest FM                  | ZuidWest TV 2         | Voorheen Ons West Brabant                                                                               |
| Heeze-Leende                  | Stichting Publieke Lokale Samenwerkende Radio (PULSAR) | Radio Horizon                | Horizon TV            | – |
| Helmond                       | Stichting Lokale Omroep en Televisie Helmond (SLOT)    | Dit is Helmond               | Dit is Helmond        | Voormalig Omroep Helmond (tot 1-12-2020), Stadsradio Helmond (tot 14-3-2012) en SLOT Radio (1984-1992). |
| 's-Hertogenbosch              | Stichting DTV Den Bosch                                | MFM                          | DTV                   | RTV Dieze, BLOS, Boschtion                                                                              |
| Heusden                       | –                                                      | Langstraat FM, Langstraat NL | Langstraat TV         | – |
| Hilvarenbeek                  | Vereniging Lokale Omroep Hilvarenbeek (VLOH)           | VLOH Radio                   | –                     | – |
| Laarbeek                      | Stichting Laarbeekse Omroep Kontakt                    | Omroep PeelRand              | Omroep PeelRand       | Voorheen Radio Kontakt/Kontakt TV                                                                       |
| Land van Cuijk                | Stichting Omroep Land van Cuijk                        | Omroep Land van Cuijk        | Omroep Land van Cuijk | – |
| Loon op Zand                  | Maasstad Omroepstichting Waalwijk                      | Langstraat FM, Langstraat NL | Langstraat TV         | LTV3 Media (2007), RTV Midden-Brabant (2015)                                                            |
| Maashorst                     | Stichting Lokale Omroep Voor Uden                      | MFM                          | DTV                   | Opgegaan in Dtv Maashorst na fusie gemeenten Uden en Landerd 1-1-2022                                   |
| Meierijstad                   | Stichting Omroep Meierijstad                           | Omroep Meierij Radio         | Omroep Meierij TV     | – |
| Moerdijk                      | Stichting Streekomroep voor West Brabant               | ZuidWest FM                  | ZuidWest TV 2         | Voorheen Ons West Brabant                                                                               |
| Nuenen, Gerwen en Nederwetten | Stichting Lokale Omroep Nuenen (Lon)                   | Studio040                    | LON TV                | – |
| Oirschot                      | Stichting Lokale Omroep Oirschot                       | Eén FM                       | Eén TV                | – |
| Oisterwijk                    | Stichting Ohm                                          | MTV-Radio                    | LOVO-MTV              | – |
| Oosterhout                    | Oosterhoutse Radio- en Televisie Stichting (ORTS)      | ORTS Radio                   | ORTS                  | – |
| Oss                           | Stichting Omroep Maasland                              | MFM                          | DTV                   | – |
| Reusel-De Mierden             | Stichting Lokale Omroep de Kempen                      | Kempen FM                    | KempenTV              | – |
| Roosendaal                    | Omroepstichting ZuidWest                               | ZuidWest FM                  | ZuidWest TV 1         | Radio Staf FM / Radio Stad FM / DAG Roosendaal                                                          |
| Rucphen                       | Stichting Lokale Omroep Gemeente Rucphen               | Radio Rucphen                | RucphenTV             | – |
| Sint-Michielsgestel           | Stichting Lokale Omroep Sint-Michielsgestel            | Lokaal7                      | –                     | Radio Benelux (1999), GLOS (1996)                                                                       |
| Someren                       | Stichting Omroep Asten Someren (SIRIS)                 | SIRIS-radio                  | SIRIS-tv              | – |
| Son en Breugel                | Stichting Lokale Omroep Son en Breugel                 | Radio S&B                    | –                     | – |
| Steenbergen                   | Stichting Lokale Omroep Steenbergen (SLOS)             | SLOS FM                      | SLOS TV               | – |
| Tilburg                       | Stichting Lokale Omroep Tilburg Totaal                 | Omroep Tilburg               | Omroep Tilburg TV     | RTT (2005)                                                                                              |
| Valkenswaard                  | Stichting Publieke Lokale Samenwerkende Radio (PULSAR) | Radio Horizon                | Horizon TV            | – |
| Veldhoven                     | Stichting Lokale Omroep Veldhoven                      | Radio Veldhoven              | Omroep Veldhoven      | – |
| Vught                         | Vughtse Omroep Stichting                               | NOVO3                        | NOVO3                 | – |
| Waalre                        | Stichting Omroep Eindhoven en omgeving                 | Studio040                    | Studio040             | – |
| Waalwijk                      | Maasstad Omroepstichting Waalwijk                      | Langstraat FM, Langstraat NL | Langstraat TV         | Maasstad Media (2007), RTV Midden-Brabant (2015)                                                        |
| Woensdrecht                   | Omroepstichting ZuidWest                               | ZuidWest FM                  | ZuidWest TV 1         | – |
| Zundert                       | Stichting Streekomroep voor West Brabant               | ZuidWest FM                  | ZuidWest TV 2         | Voorheen Ons West Brabant                                                                               |

#### Opgeheven
| (Voormalige) gemeente | Media-instelling                                 | Radio                           | Televisie      | Opmerking |
| --------------------- | ------------------------------------------------ | ------------------------------- | -------------- | --- |
| Aalburg               | Aalburgse Omroep Stichting (AOS)                 | OKÉ FM (tot 2012 als AalburgFM) | OKÉ TV         | Hawaii Hit FM (2003), Altena Media (2004),                                                                                             |
| Bergeijk              | Bergeijkse Lokale Omroep Stichting (BLOS)        | BLOS                            |                | 2016 |
| Berlicum              | Stichting Lokale Omroep Berlicum                 | SLOB                            |                | SLOB (1996) |
| Breda                 | Bredase Radio en Televisie Stichting (BRTS)      | StadsRTV Breda                  |                | 2013 |
| Den Dungen            | Vereniging Lokale Omroep Den Dungen              | VLOD                            |                | VLOD (1996) |
| Esch                  | Haarense Omroep Stichting (HOS)                  | Hostv                           |                | LOESCH (2010) |
| Haaren                | Stichting Lokale Omroep Haaren                   | –                               | LoHa           | Opgeheven 1-1-2021 door gemeentelijke herindeling.                                                                                     |
| Heusden               | Heusdense Televisie en Radio Stichting           | HTR Radio                       | HTR            | Per 27 december 2023 is de zendvergunning overgenomen door Langstraat Media. HTR is gestopt als lokale omroep van de gemeente Heusden. |
| Landerd               | Landerdse Omroep Stichting (LOS)                 | L-FM                            | Landerd-TV     | Opgegaan in Dtv Maashorst na fusie gemeenten Uden en Landerd 1-1-2022                                                                  |
| Lith                  | Stichting Omroep Maasland                        | MFM en D-TV                     |                | – |
| Maasdonk              | Stichting Lokale Omroep Geffen, Nuland, Vinkel   | Radio Vladeracken               |                | Ja, in 2017 |
| Mill en Sint Hubert   | Stichting Lokale Omroep Mill en Sint Hubert      | LOM Radio                       | LOM TV         | Per 1-1-2021 opgegaan in Omroep Land van Cuijk i.v.m. opgaan van de gemeente in de gemeente Land van Cuijk                             |
| Moergestel            | Moergestel TV (MTV)                              | MTV-radio                       | MTV            | Vanaf 1997 opererend onder Stichting Ohm                                                                                               |
| Oisterwijk            | Lokale Omroep voor Oisterwijk (LOVO)             |                                 | LOVO           | Vanaf 1997 opererend onder Stichting Ohm                                                                                               |
| Rosmalen              | Stichting Rosmalense Omroep Stichting-Kabelkrant |                                 | ROS-Kabelkrant | ROS RTV (1996) |
| Schijndel             | Lokale Omroep Schijndel                          | LOS                             |                | Ja |
| Sint Anthonis         | –                                                | Peelstar FM                     | –              | In november 2016 is opgegaan in de nieuwe omroep voor het Land van Cuijk: Omroep Land van Cuijk.                                       |
| Sint-Oedenrode        | Stichting TV-Meierij                             | TV-Meierij                      |                | – |
| Uden                  | Stichting Lokale Omroep Voor Uden                | MFM                             | DTV            | Fusie gemeenten Uden en Landerd tot de gemeente Maashort 1-1-2022                                                                      |
| Valkenswaard          | Valkenswaardse Omroep Stichting                  | VOS FM                          | VOS TV         | Gestopt per 1 december 2024 |
| Veghel                | Stichting Lokale Omroep Uden-Veghel              | Skyline RTV                     |                | Ja |
| Vlijmen               | Stichting Lokale Omroep Vlijmen                  | Radio Centraal                  |                | Radio Centraal (1997) |
| Vught                 | Stichting Algemene Vughtse Lokale Omroep (AVULO) | Avulo FM                        | Avulo LTV      | Vm. publieke lokale omroep, nu alleen nog (online) radio. Voorheen VTV1, Radio Benelux (1999)                                          |
| Werkendam             | Stichting RTV Altena                             | Radio A-FM                      | Altena TV      | – |
| Woudrichem            | Stichting RTV Altena                             | Radio A-FM                      | Altena TV      | Vestingstad (gefuseerd met Stichting RTV Altena in 2012)                                                                               |

#### Geen omroep
| Gemeente |
| -------- |
|          |

## Noord-Holland
| Gemeente       | Media-instelling                                                     | Radio                                                                      | Televisie                         | Opmerking                                           |
| -------------- | -------------------------------------------------------------------- | -------------------------------------------------------------------------- | --------------------------------- | --------------------------------------------------- |
| Aalsmeer       | Stichting Lokale Omroep Aalsmeer                                     | Radio Aalsmeer                                                             | Radio Aalsmeer TV                 | –                                                   |
| Alkmaar        | Stichting Media Platform Alkmaar                                     | Streekstad Centraal Radio                                                  | Streekstad Centraal Alkmaar       | vh. HALstad Centraal                                |
| Amstelveen     | Stichting RTV Amstelveen                                             | Jamm FM                                                                    | 1Amstelveen                       | –                                                   |
| Amsterdam      | Stichting Publieke Omroep Amsterdam                                  | FunX Amsterdam, Radio SALTO, CaribbeanFM, RAZO, Mokum Radio, Concertzender | AT5, SALTO1, SALTO2               | –                                                   |
| Bergen         | Stichting Radio en TV BES                                            | Radio 80                                                                   | TV 80                             | –                                                   |
| Beverwijk      | Stichting Lokale Omroep Beverwijk-Wijk aan Zee                       | Radio Beverwijk                                                            | –                                 | –                                                   |
| Blaricum       | Stichting lokale Omroep Hilversum, Huizen, Blaricum, Eemnes en Laren | NH Gooi                                                                    | NH Gooi TV                        | –                                                   |
| Bloemendaal    | Stichting Lokale Omroep Regio Haarlem                                | Haarlem 105                                                                | Haarlem 105                       | –                                                   |
| Castricum      | Stichting Omroep Castricum                                           | Castricum105                                                               | C-TV                              | –                                                   |
| Den Helder     | Stichting Streekomroep Regio Noordkop                                | Regio Noordkop                                                             | Regio Noordkop TV                 | –                                                   |
| Diemen         | Diemer Omroep Stichting                                              | Studio DMN                                                                 | –                                 | –                                                   |
| Dijk en Waard  | Stichting Media Platform Alkmaar                                     | Streekstad Centraal Radio                                                  | Streekstad Centraal Dijk en Waard | vh. HALstad Centraal                                |
| Drechterland   | Stichting Streekomroep West-Friesland                                | WEEFF                                                                      | Streekomroep West-Friesland       | –                                                   |
| Edam-Volendam  | Stichting Lokale Omroep Volendam-Edam                                | LOVE Radio                                                                 | LOVE Televisie                    | –                                                   |
| Enkhuizen      | Stichting Streekomroep West-Friesland                                | WEEFF                                                                      | Streekomroep West-Friesland       | –                                                   |
| Gooise Meren   | Stichting GooiTV Gooise Meren                                        | –                                                                          | GooiTV                            | –                                                   |
| Haarlem        | Stichting Lokale Omroep Regio Haarlem                                | Haarlem 105                                                                | Haarlem 105                       | –                                                   |
| Haarlemmermeer | Stichting Meeromroep                                                 | MeerRadio                                                                  | –                                 | –                                                   |
| Heemskerk      | Stichting Lokale Omroep Heemskerk                                    | Heemskerk FM                                                               | RTV IJmond                        | –                                                   |
| Heemstede      | Stichting Lokale Omroep Regio Haarlem                                | Haarlem 105                                                                | Haarlem 105                       | –                                                   |
| Heiloo         | Stichting Omroep Heiloo                                              | Beat FM                                                                    | Beat TV                           | –                                                   |
| Hilversum      | Stichting lokale Omroep Hilversum, Huizen, Blaricum, Eemnes en Laren | NH Gooi                                                                    | NH Gooi TV                        | –                                                   |
| Hollands Kroon | Stichting Streekomroep Regio Noordkop                                | Regio Noordkop                                                             | Regio Noordkop TV                 | –                                                   |
| Hoorn          | Stichting Streekomroep West-Friesland                                | WEEFF                                                                      | Streekomroep West-Friesland       | –                                                   |
| Huizen         | Stichting lokale Omroep Hilversum, Huizen, Blaricum, Eemnes en Laren | NH Gooi                                                                    | NH Gooi TV                        | –                                                   |
| Koggenland     | Stichting Streekomroep West-Friesland                                | WEEFF                                                                      | Streekomroep West-Friesland       | –                                                   |
| Landsmeer      | Stichting Lokale Omroep Landsmeer                                    | LOL Radio                                                                  | LOL TV                            | –                                                   |
| Laren          | Stichting lokale Omroep Hilversum, Huizen, Blaricum, Eemnes en Laren | NH Gooi                                                                    | NH Gooi TV                        | –                                                   |
| Medemblik      | Stichting Streekomroep West-Friesland                                | WEEFF                                                                      | Streekomroep West-Friesland       | –                                                   |
| Oostzaan       | Stichting Omroep Oostzaan                                            | Radio 9                                                                    | –                                 | –                                                   |
| Opmeer         | Stichting Streekomroep West-Friesland                                | WEEFF                                                                      | Streekomroep West-Friesland       | –                                                   |
| Ouder-Amstel   | Stichting Televisie Radio Ouder Amstel Lokaal                        | Jamm FM                                                                    | –                                 | –                                                   |
| Purmerend      | Purmerendse Omroep Vereniging                                        | Radio Purmerend                                                            | RTV Purmerend                     | –                                                   |
| Schagen        | Stichting Lokale Omroep Schagen                                      | Noordkop Centraal                                                          | Noordkop Centraal TV              | –                                                   |
| Stede Broec    | Stichting Streekomroep West-Friesland                                | WEEFF                                                                      | Streekomroep West-Friesland       | –                                                   |
| Texel          | Stichting Lokale Omroep Texel                                        | Radio Texel                                                                | –                                 | –                                                   |
| Uitgeest       | Omroep Stichting Uitgeest                                            | OSU Radio                                                                  | –                                 | –                                                   |
| Uithoorn       | Stichting Radio RIK Uithoorn                                         | Rick FM                                                                    | –                                 | –                                                   |
| Velsen         | Velser Omroep Stichting                                              | RTV Seaport                                                                | RTV Seaport                       | –                                                   |
| Waterland      | Stichting Publieke Innovatieve Mediadienst                           | –                                                                          | Omroep PIM                        | –                                                   |
| Wijdemeren     | Stichting GooiTV Wijdemeren                                          | –                                                                          | GooiTV                            | –                                                   |
| Wormerland     | Stichting Mediaplatform De Orkaan                                    | –                                                                          | –                                 | Sinds 1-2-2022. Alleen online (non-lineaire) media. |
| Zaanstad       | Stichting Mediaplatform De Orkaan                                    | –                                                                          | –                                 | Sinds 1-2-2022. Alleen online (non-lineaire) media. |
| Zandvoort      | Stichting Zandvoortse Omroep Organisatie                             | Radio ZFM                                                                  | ZFM-TV                            | –                                                   |

#### Opgeheven
| (Voormalige) gemeente | Media-instelling                                       | Radio                | Televisie            | Opmerking                                       |
| --------------------- | ------------------------------------------------------ | -------------------- | -------------------- | ----------------------------------------------- |
| Alkmaar               | Radio Alkmaar Lokaal                                   | Radio Alkmaar Lokaal |                      | -                                               |
| Egmond                |                                                        | Radio 80             | Radio & Tv 80        | –                                               |
| Enkhuizen             | Lokale Omroepstichting Oostelijk West-Friesland (LOOW) | Radio Enkhuizen      | Enkhuizer TV-Krant   | Ja -                                            |
| Heerhugowaard         | Stichting Heerhugowaard A Life                         | Heerhugowaard A Life | Heerhugowaard A Life | –                                               |
| Hilversum             | Stichting RTi Hilversum                                | 6FM                  | RTI in ’t Gooi       | Opgegaan in NH Gooi                             |
| Hoorn                 | Stichting Lokale Omroep Hoorn                          | Radio Hoorn          |                      | Ja                                              |
| Koggenland            | Radio Televisie Westfriesland                          | MIX724               |                      | Ja                                              |
| Langedijk             | Stichting Radio Langedijk CompleetFM                   | CompleetFM           | –                    | –                                               |
| Medemblik             | Radio Televisie Westfriesland                          | MIX724               |                      | Ja                                              |
| Opmeer                | Radio Televisie Westfriesland                          | MIX724               |                      | Ja                                              |
| Stede Broec           | Radio Televisie Westfriesland                          | MIX724               |                      | Ja                                              |
| Weesp                 | Stichting Lokale Omroep Weesp                          | Radio Weesp          | TV Weesp             | –                                               |
| Wijdemeren            | Stichting Plumego                                      | –                    | GooiTV               | –                                               |
| Wormerland            | Stichting Radio Televisie Internet Zaanstreek          | Zaan Radio           | ZaanTV               | Tot 27-2-2022, licentie door CvdM niet verlengd |
| Zaanstad              | Stichting Radio Televisie Internet Zaanstreek          | Zaan Radio           | ZaanTV               | Tot 27-2-2022, licentie door CvdM niet verlengd |

#### Geen omroep
| Gemeente |
| -------- |

## Overijssel
| Gemeente        | Media-instelling                              | Radio                    | Televisie         | Opmerking      |
| --------------- | --------------------------------------------- | ------------------------ | ----------------- | -------------- |
| Almelo          | Stichting Almelose Media Instelling           | Twente FM                | 1Twente TV        |                |
| Borne           | Stichting Radio-TV Borghende                  | RTV Borne                | RTV Borne         | –              |
| Dalfsen         | Stichting RTV Vechtdal                        | Vechtdal FM, Vechtdal NL | Vechtdal TV       | –              |
| Deventer        | Stichting Algemene Omroep Deventer "AOD"      | Salland1                 | Salland1 TV       | –              |
| Dinkelland      | Stichting RTV NoordOost Twente                | Twente FM, Accent FM     | Twente TV         | –              |
| Enschede        | Stichting Omroep Enschede                     | 1Twente Enschede         | 1Twente TV        | –              |
| Haaksbergen     | Stichting Radio - Televisie Sternet           | Sternet FM               | RTV Sternet       | –              |
| Hardenberg      | Stichting Lokale Omroep Noord Oost Overijssel | NOOS FM                  | NOOS TV           | –              |
| Hellendoorn     | Stichting Lokale Omroep Hellendoorn           | HOi fm                   | HOi tv            | –              |
| Hengelo         | Stichting Lokale Omroep Hengelo               | 1Twente Hengelo          | 1Twente TV        | –              |
| Hof van Twente  | Stichting Lokale Omroep Hof van Twente        | Hofstreek FM             | Hofstreek TV      | –              |
| Kampen          | Stichting RTV IJsselmond                      | RTV IJsselmond           | RTV IJsselmond TV | –              |
| Losser          | Stichting RTV NoordOost Twente                | Twente FM, Accent FM     | Twente TV         | –              |
| Oldenzaal       | Stichting RTV NoordOost Twente                | Twente FM, Accent FM     | Twente TV         | –              |
| Olst-Wijhe      | Airplay Media Stichting                       | Salland1                 | Salland1 TV       | –              |
| Ommen           | Stichting RTV Vechtdal                        | Vechtdal FM, Vechtdal NL | Vechtdal TV       | –              |
| Raalte          | Stichting RTV Raalte                          | Salland1                 | Salland1 TV       | –              |
| Rijssen-Holten  | Stichting Locale Omroep Holten en Rijssen     | Radio 350                | TV 350            | –              |
| Staphorst       | Stichting DNO Media                           | DNO 2                    | DNO StreekTV      | Tot 2018 A28FM |
| Steenwijkerland | Omroep Stichting Steenwijkerland              | RTV Slos                 | RTV Slos TV       | –              |
| Tubbergen       | Stichting RTV NoordOost Twente                | Twente FM, Accent FM     | Twente TV         | –              |
| Twenterand      | Stichting Delta Media Groep                   | Delta FM, De Deltapiraat | Delta TV          | –              |
| Zwartewaterland | Stichting Radio Zwartewater FM                | Zwartewater FM           | –                 | –              |
| Zwolle          | RTV Focus Zwolle                              | RTV Focus Zwolle         | RTV Focus Zwolle  | –              |

#### Opgeheven
| (Voormalige) gemeente | Media-instelling               | Radio    | Televisie  | Opmerking                                   |
| --------------------- | ------------------------------ | -------- | ---------- | ------------------------------------------- |
| Wierden               | Stichting Regio FM             | Regio FM | RegioFM TV | 2019                                        |
| Almelo                | Stichting Lokale Omroep Almelo | AAFM     | AAVISIE    | 1 Januari 2025, zendmachtiging naar 1Twente |

#### Geen omroep
| Gemeente |
| -------- |
|          |

## Utrecht
| Gemeente            | Media-instelling                                                          | Radio                  | Televisie          | Opmerking |
| ------------------- | ------------------------------------------------------------------------- | ---------------------- | ------------------ | --------- |
| Amersfoort          | Stichting Mediaplatform Amersfoort Leusden                                | Nieuwsplein33          | Nieuwsplein33      | –         |
| Baarn               | Stichting RTV Baarn                                                       | Eemland1               | Eemland1           | –         |
| De Bilt             | Stichting Lokale Omroep De Bilt                                           | Roulette FM            | Regio TV De Bilt   | –         |
| Bunnik              | Stichting Lokale Omroep Zeist en Bunnik                                   | Slotstad Radio         | Slotstad RTV       | –         |
| Bunschoten          | Stichting Lokale Omroep Spakenburg                                        | Eemland1               | Eemland1           | –         |
| Eemnes              | Stichting lokale Omroep Hilversum, Huizen, Blaricum, Eemnes en Laren      | NH Gooi Radio          | NH Gooi TV         | –         |
| Houten              | Stichting media Lekstroom                                                 | Omroep Lekstroom       | Omroep Lekstroom   | –         |
| IJsselstein         | Stichting media Lekstroom                                                 | Omroep Lekstroom       | Omroep Lekstroom   | –         |
| Leusden             | Stichting Mediaplatform Amersfoort Leusden                                | Nieuwsplein33          | Nieuwsplein33      | –         |
| Lopik               | Stichting media Lekstroom                                                 | Omroep Lekstroom       | Omroep Lekstroom   | –         |
| Montfoort           | Stichting Radio Stad Montfoort                                            | Radio Stad Montfoort   | RSM Tekst-TV       | –         |
| Nieuwegein          | Stichting media Lekstroom                                                 | Omroep Lekstroom       | Omroep Lekstroom   | –         |
| Oudewater           | Stichting Lokale Omroep Oudewater                                         | Midland FM             | –                  | –         |
| Renswoude           | Stichting Omroep 1 Vallei                                                 | 1 Vallei               | XON                | –         |
| Rhenen              | Stichting Omroep Rhenen                                                   | 1 Vallei               | XON                | -         |
| De Ronde Venen      | Stichting Publieke Lokale Media Instelling Ronde Venen                    | RTV Ronde Venen        | RTV Ronde Venen    | –         |
| Soest               | Algemene Radio Omroep Soest                                               | Radio Soest            | –                  | –         |
| Stichtse Vecht      | Stichting RTV Stichtse Vecht                                              | RTV Stichtse Vecht     | RTV Stichtse Vecht | –         |
| Utrecht             | Omroep Utrecht Stichting                                                  | FunX Utrecht, Bingo Fm | UStad              | –         |
| Utrechtse Heuvelrug | Stichting Lokale Omroep Heuvelrug en Kromme Rijn                          | 90FM                   | 90TV               | –         |
| Veenendaal          | Stichting Omroep 1 Vallei                                                 | 1 Vallei               | XON                | –         |
| Vijfheerenlanden    | Stichting Publieke Omroep Buren, Culemborg, Vijfheerenlanden, West-Betuwe | SRC FM                 | SRC TV             | –         |
| Wijk bij Duurstede  | Stichting Lokale Omroep Heuvelrug en Kromme Rijn                          | 90FM                   | 90TV               | –         |
| Woerden             | Stichting Lokale Omroep Woerden (SLOW)                                    | RPL Woerden            | RPL TV             | –         |
| Woudenberg          | Stichting Omroep 1 Vallei                                                 | 1 Vallei               | XON                | –         |
| Zeist               | Stichting Lokale Omroep Zeist en Bunnik                                   | Slotstad Radio         | Slotstad RTV       | –         |

#### Opgeheven
| (Voormalige) gemeente | Media-instelling                         | Radio        | Televisie | Opmerking                            |
| --------------------- | ---------------------------------------- | ------------ | --------- | ------------------------------------ |
| IJsselstein           |                                          | RTV9         |           | 2017                                 |
| Nieuwegein            |                                          | RTV9         |           | 2017                                 |
| Rhenen                | Stichting Omroep Rhenen                  | Rhenen FM    | -         | Half maart 2025 opgegaan in 1 Vallei |
| Veenendaal            | Radio Televisie Veenendaal (RTVV)        | Stilok Radio | –         | 2018                                 |
| Veenendaal            | Veense Radio Televisie Stichting (VRTS)  | Vallei FM    |           | 1998                                 |
| Vianen                | Stichting Stad Radio Culemborg en Vianen | SRC FM       | SRC TV    | 2019                                 |

#### Geen omroep
| Gemeente |
| -------- |

## Zeeland
| Gemeente           | Media-instelling                          | Radio                    | Televisie        | Opmerking |
| ------------------ | ----------------------------------------- | ------------------------ | ---------------- | --------- |
| Borsele            | Stichting Streekomroep de Bevelanden      | SOB FM                   | –                | –         |
| Goes               | Stichting Streekomroep de Bevelanden      | SOB FM                   | –                | –         |
| Hulst              | Stichting Omroep Hulst                    | Omroep ZVL               | Omroep Hulst TV  | –         |
| Kapelle            | Stichting Streekomroep de Bevelanden      | SOB FM                   | –                | –         |
| Middelburg         | Stichting Media Walcheren                 | WFM96                    | –                | –         |
| Noord-Beveland     | Stichting Streekomroep de Bevelanden      | SOB FM                   | –                | –         |
| Reimerswaal        | Stichting Streekomroep de Bevelanden      | SOB FM                   | –                | –         |
| Schouwen-Duiveland | Stichting Radio Omroep Schouwen-Duiveland | Radio Schouwen-Duiveland | –                | –         |
| Sluis              | West Zeeuws-Vlaamse Omroep Stichting      | Omroep ZVL               | RTV Scheldemond  | –         |
| Terneuzen          | Stichting Omroep Terneuzen                | Omroep ZVL               | GO-TV            | –         |
| Tholen             | Stichting Lokale Omroep Tholen            | Omroep Tholen            | Omroep Tholen TV | –         |
| Veere              | Stichting Media Walcheren                 | WFM96                    | –                | –         |
| Vlissingen         | Stichting Media Walcheren                 | WFM96                    | –                | –         |

#### Opgeheven
| (Voormalige) gemeente | Media-instelling                     | Radio             | Televisie | Opmerking                         |
| --------------------- | ------------------------------------ | ----------------- | --------- | --------------------------------- |
| Reimerswaal           | Stichting Radio Reimerswaal          | Radio Reimerswaal | –         | 2019                              |
| Sluis                 | West Zeeuws-Vlaamse Omroep Stichting | RTV Scheldemond   | –         | vervangen door Omroep ZVL in 2024 |
| Terneuzen             | Stichting Omroep Terneuzen           | GO-FM             | –         | vervangen door Omroep ZVL in 2024 |

#### Geen omroep
| Gemeente |
| -------- |
|          |

## Zuid-Holland
| Gemeente               | Media-instelling                                              | Radio                                       | Televisie                        | Opmerking                                                             |
| ---------------------- | ------------------------------------------------------------- | ------------------------------------------- | -------------------------------- | --------------------------------------------------------------------- |
| Alblasserdam           | Stichting Klokradio                                           | Klokradio                                   | –                                | –                                                                     |
| Albrandswaard          | Radio Omroep Stichting Albrandswaard                          | RTV Albrandswaard                           | RTV Albrandswaard                | –                                                                     |
| Alphen aan den Rijn    | Lokale Omroepstichting Alphen aan den Rijn en Omstreken       | Studio Alphen                               | Studio Alphen                    | –                                                                     |
| Barendrecht            | Stichting Lokale Omroep Barendrecht                           | Exxact Barendrecht                          | Exxact Barendrecht               | 1988 Barendrecht FM. Later ‘ExxactFM’. Sinds 2014 Exxact Barendrecht. |
| Bodegraven-Reeuwijk    | Stichting Lokale Omroep Bodegraven                            | BR6                                         | BR6                              | Vh. Radio/TV Bodegraven                                               |
| Capelle aan den IJssel | Stichting Lokale Omroep Capelle aan den IJssel                | Radio Capelle                               | Capelle.tv                       | –                                                                     |
| Delft                  | Stichting Omroep Delft                                        | Stadsradio Delft                            | –                                | –                                                                     |
| Den Haag               | Stichting Stadsomroep Den Haag                                | FunX Den Haag, Den Haag FM, Den Haag Totaal | Den Haag TV                      | –                                                                     |
| Dordrecht              | Stichting RTV Dordrecht                                       | Drechtstad FM                               | TV Dordrecht                     | –                                                                     |
| Goeree-Overflakkee     | Stichting Lokale Omroep Goeree-Overflakkee                    | Archipel                                    | Archipel                         | Vh. RTV Slogo                                                         |
| Gouda                  | Stichting Regionale Omroep Gouwestad                          | Gouwestad Radio                             | Gouwestad TV                     | –                                                                     |
| Hardinxveld-Giessendam | Stichting Merweradio                                          | MerweRadio                                  | MerweTV                          | –                                                                     |
| Hendrik-Ido-Ambacht    | Algemene Televisie en Radio Omroep Stichting Swindregt 'Atos' | ATOS Radio                                  | ATOS TV                          | –                                                                     |
| Hillegom               | Stichting Omroeporganisatie Bollenstreek Omroep               | Bo Radio                                    | Bo TV                            | –                                                                     |
| Hoeksche Waard         | Stichting Omroep Hoeksche Waard                               | Radio Hoeksche Waard                        | TV Hoeksche Waard                | –                                                                     |
| Kaag en Braassem       | Stichting Streekomroep Braassemermeer                         | Studio Kaag en Braassem                     | –                                | –                                                                     |
| Katwijk                | Vereniging RTV Katwijk                                        | RTV Katwijk Radio                           | RTV Katwijk                      | –                                                                     |
| Krimpen aan den IJssel | Stichting Lokale Omroep Krimpen aan den IJssel                | LOK Radio                                   | –                                | –                                                                     |
| Krimpenerwaard         | Stichting Lokale Omroep Krimpenerwaard                        | RTV Krimpenerwaard                          | RTV Krimpenerwaard               | –                                                                     |
| Lansingerland          | Stichting RTV Lansingerland                                   | Lansingerland FM                            | Lansingerland TV                 | –                                                                     |
| Leiden                 | Stichting Agglomeratieomroep Holland Centraal                 | Centraal+                                   | Centraal+                        | –                                                                     |
| Leiderdorp             | Stichting Radio en Televisie Leiderdorp                       | Unity NL                                    | Centraal+                        | –                                                                     |
| Leidschendam-Voorburg  | Stichting Voorburgse en Leidschendamse Lokale Omroep Midvliet | Midvliet FM                                 | Midvliet TV                      | –                                                                     |
| Lisse                  | Stichting Omroeporganisatie Bollenstreek Omroep               | Bo Radio                                    | Bo TV                            | –                                                                     |
| Maassluis              | Stichting WOS                                                 | WOS Radio                                   | WOS TV                           | –                                                                     |
| Midden-Delfland        | Stichting WOS                                                 | WOS Radio                                   | WOS TV                           | –                                                                     |
| Molenlanden            | Stichting Klokradio                                           | Klokradio                                   | –                                | –                                                                     |
| Nieuwkoop              | Stichting RTV Hollands Midden                                 | RTV Hollands Midden                         | RTV Hollands Midden              | –                                                                     |
| Nissewaard             | Stichting Mediaplatform Voorne-Putten                         | LINQ FM                                     | LINQ TV                          | –                                                                     |
| Noordwijk              | Stichting Omroeporganisatie Bollenstreek Omroep               | Bo Radio                                    | Bo TV                            | –                                                                     |
| Oegstgeest             | Stichting Agglomeratieomroep Holland Centraal                 | Centraal+                                   | Centraal+                        | –                                                                     |
| Papendrecht            | Stichting RTV Papendrecht                                     | Drechtstad FM                               | TV Papendrecht                   | –                                                                     |
| Pijnacker-Nootdorp     | Stichting Omroep Pijnacker-Nootdorp                           | Feel Good Radio                             | Feel Good TV                     | –                                                                     |
| Ridderkerk             | Stichting Lokale Omroep Ridderkerk                            | Radio Ridderkerk                            | TV Ridderkerk                    | –                                                                     |
| Rijswijk               | Stichting Omroep Rijswijk                                     | Feel Good Radio                             | Haaglanden TV                    | –                                                                     |
| Rotterdam              | Stichting OPEN Rotterdam                                      | FunX Rotterdam                              | OPEN Rotterdam, Rotterdam Podium | –                                                                     |
| Schiedam               | Stichting Stadsomroep Schiedam                                | Twee                                        | Twee                             | SCHIE tot 1 januari 2024, gefuseerd met Omroep Vlaardingen tot Twee   |
| Sliedrecht             | Stichting Merweradio                                          | MerweRadio                                  | MerweTV                          | –                                                                     |
| Teylingen              | Stichting Omroeporganisatie Bollenstreek Omroep               | Bo Radio                                    | Bo TV                            | –                                                                     |
| Vlaardingen            | Stichting Lokale Omroep Vlaardingen                           | Twee                                        | Twee                             | Omroep Vlaardingen tot 1 januari 2024, gefuseerd met SCHIE tot Twee   |
| Voorne aan Zee         | Stichting Mediaplatform Voorne-Putten                         | LINQ FM                                     | LINQ TV                          | –                                                                     |
| Voorschoten            | Stichting Agglomeratieomroep Holland Centraal                 | Centraal+                                   | Centraal+                        | –                                                                     |
| Waddinxveen            | Stichting Omroep voor radio en televisie Waddinxveen          | RTW FM                                      | –                                | –                                                                     |
| Wassenaar              | Stichting Agglomeratieomroep Holland Centraal                 | Centraal+                                   | Centraal+                        | –                                                                     |
| Westland               | Stichting WOS                                                 | WOS Radio                                   | WOS TV                           | –                                                                     |
| Zoetermeer             | Stichting Zoetermeer FM                                       | ZFM Zoetermeer Radio                        | ZFM Zoetermeer TV                | –                                                                     |
| Zoeterwoude            | Stichting Agglomeratieomroep Holland Centraal                 | Centraal+                                   | Centraal+                        | –                                                                     |
| Zwijndrecht            | Algemene Televisie en Radio Omroep Stichting Swindregt 'Atos' | ATOS Radio                                  | ATOS TV                          | –                                                                     |

#### Opgeheven
| (Voormalige) gemeente | Media-instelling                                | Radio                           | Televisie          | Opmerking |
| --------------------- | ----------------------------------------------- | ------------------------------- | ------------------ | --- |
| Alphen aan den Rijn   | –                                               | Lokale Omroep Alphen (LOA)      | –                  | 2003 |
| Alphen aan den Rijn   | –                                               | Alphen Stad FM/TV               | –                  | 2015 |
| Binnenmaas            | B.O.S. Binnenmaas Omroep Stichting              | Binnenmaas Radio                | –                  | Later BOS Radio Hoeksche Waard, nu Omroep Hoeksche Waard                                                       |
| Cromstrijen           | Stichting Omroep Hoeksche Waard                 | Radio Hoeksche Waard            | TV Hoeksche Waard  | – |
| Giessenlanden         | Stichting Klokradio                             | Klokradio                       | –                  | – |
| Hellevoetsluis        | Hellevoetsluise Omroep Stichting (HOS)          | HOS                             | –                  | Later Radio Voorne, 1 januari 2016 opgegaan in LINQ Media                                                      |
| 's-Gravendeel         | Omroep Stichting 's-Gravendeel                  | O.S.G. Omroep 's-Gravendeel     | –                  | – |
| Korendijk             | –                                               | Origineel FM                    | –                  | 2000-2007, op 1 november 2007 opgegaan in Omroep Hoeksche Waard                                                |
| Korendijk             | –                                               | Radio de IJsbeer                | –                  | Opgeheven in 2000.                                                                                             |
| Leiden                | Stichting Lokale Omroep Regio Leiden (Lorelei)  | Sleutelstad                     | Sleutelstad TV     | Vm. lokale publieke omroep, nu zelfstandig maar streeft nog steeds de status van publieke media-instelling na. |
| Nederlek              | Vrije radio omroep Lekkerkerk en Krimpen        | Radio Vrolek                    | TV Vrolek          | 29 oktober 1986 - 1 januari 2015 opgegaan in RTV Krimpenerwaard                                                |
| Molenwaard            | Stichting Klokradio                             | Klokradio                       | –                  | – |
| Noordwijkerhout       | Stichting Omroeporganisatie Bollenstreek Omroep | Bo Radio                        | Bo TV              | – |
| Oud-Beijerland        | Stichting Omroep Hoeksche Waard                 | Radio Hoeksche Waard            | TV Hoeksche Waard  | – |
| Rotterdam             | Stichting Lokale Omroep in Rotterdam            | Megastad FM                     | –                  | 2005-2013. Vh. Stadsradio Rotterdam en Havenstad Radio                                                         |
| Spijkenisse           |                                                 | SMART RTV                       | SMART RTV          | juni 2004 tot en met eind december 2015. 1 januari 2016 opgegaan in LINQ Media                                 |
| Strijen               | Radio Strijen Lokaal                            | R.S.L.                          | –                  | – |
| Vlist                 |                                                 | Vlistam Radio                   | –                  | Opgeheven 30-5-'15 door gemeentelijke herindelinmg.                                                            |
| Zuidplas              | Stichting Omroep Zuidplas                       | Omroep Zuidplas                 | Omroep Zuidplas TV | Tot 2020 |
| Zuidplas              | Stichting Gouda Media                           | Zuidplas FM/Dichtbij het Nieuws | Zuidplas Vandaag   | In 2023 gestopt als publieke omroep, verder als GoudaFM                                                        |

#### Geen omroep
| Gemeente  |
| --------- |
| Gorinchem |
| Zuidplas  |